# Крупенский, Александр Дмитриевич
Алекса́ндр Дми́триевич Крупе́нский (21 мая 1875 — 23 августа 1939, Париж) — русский театральный деятель, управляющий Петербургской конторой Императорских театров.

## Биография

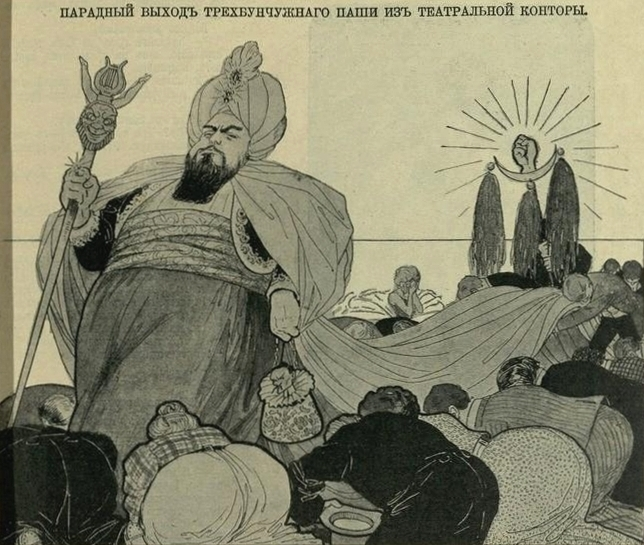
«Парадный выход трехбунчужного паши из театральной конторы». Шарж из газеты «Новое время».

Из потомственных дворян Бессарабской губернии. Сын уездного предводителя дворянства Дмитрия Федоровича Крупенского (1834—1878) и жены его Александры Георгиевны Катарджи. Землевладелец Бендерского уезда (1261 десятина).
Окончил Александровский лицей IX классом в 1896 году. Служил чиновником особых поручений при директоре Императорских театров, управляющим балетной труппой и управляющим Петербургской конторой Императорских театров (1903—1914).
В годы Первой мировой войны был Главным управляющим Военно-санитарными организациями великой княгини Марии Павловны. Дослужился до чина действительного статского советника, имел придворный чина камергера.
После революции эмигрировал во Францию, жил в Париже. Служил директором-распорядителем Русской частной оперы М. Н. Кузнецовой (1929). Написал музыку к балету «Польская свадьба», впервые показанного труппой Анны Павловой в 1930 году в Театре Елисейских Полей.
Умер в 1939 году в Париже. Похоронен на кладбище Сент-Женевьев-де-Буа.

## Воспоминания современников
Характер Крупенского и его деятельность в Петербургской конторе описаны в мемуарах бывшего директора Императорских театров В. А. Теляковского:
Человек он был неглупый, с темпераментом южанина-бессарабца, очень красив и виден, дипломат и несдержанный, балованный барчонок, очень себе на уме. Хорошо владел иностранными языками, кое-что читал, любил почёт и важность, не прочь был популярничать с низшими; умел вникать в мелочи жизни маленьких людей, ненавидел докторов, полицмейстеров, вахтеров, обожал сплетни и доносы. За версту чуял воровство и любил все это обнаруживать и разбирать в подробностях, и служба для него была вся жизнь. Работать мог по восемнадцать часов в сутки. Женщин, в частности артисток, боялся, как огня, и особенно когда они с ним становились приветливы или любезны. В художестве понимал мало. Художников не любил за их независимость и за то, что декорации были готовы не к сроку и много истрачено казенного холста.